# سیارک ۴۸۸۹
سیارک ۴۸۸۹ (به انگلیسی: 4889 Praetorius، نامگذاری:1982UW3) چهار هزار و هشتصد و هشتاد و نهمین سیارک کشف شده‌است که در ۱۹ اکتبر ۱۹۸۲ کشف شد.
قدر مطلق سیارک برابر ۱۱٫۹۰ است.